# Альфред Тайнитцер
Альфред Тайнитцер (нім. Alfred Teinitzer, 29 липня 1929, Відень — 20 квітня 2021) — австрійський футболіст, що грав на позиції півзахисника.
Виступав за клуби «Рапід» (Відень) та ЛАСК (Лінц), а також у складі національної збірної Австрії став бронзовим призером чемпіонату світу.

## Клубна кар'єра
У дорослому футболі дебютував 1949 року виступами за команду клубу «Рапід» (Відень), в якій провів три сезони.
Завершив професійну ігрову кар'єру у клубі ЛАСК (Лінц), за який виступав з 1953 року.

## Виступи за збірну
1954 року у складі збірної був учасником чемпіонату світу 1954 року у Швейцарії, на якому команда здобула бронзові нагороди. Проте Тайнитцер у складі національної збірної Австрії так жодного матчу за кар'єру і не провів.

## Титули і досягнення
- Бронзовий призер чемпіонату світу: 1954